# Nuno da Cunha

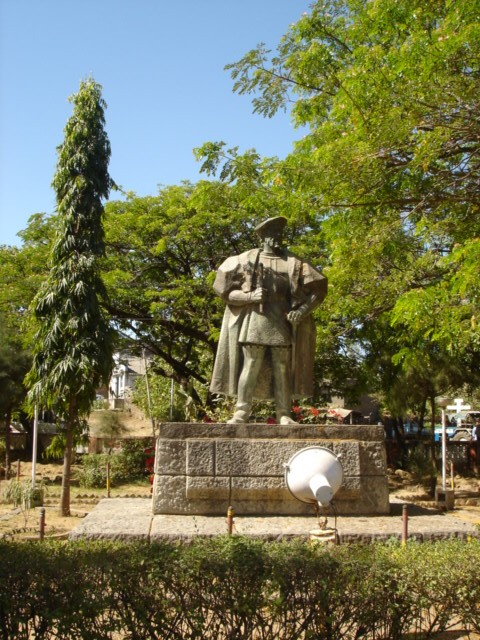
Estátua de D. Nuno da Cunha, em Diu

Nuno da Cunha (1487 — 1539), 2.º Senhor de Gestaçô e de Panóias, foi 9.º governador da Índia.
Antes disso, em 27 de Dezembro de 1521, El-Rei D. Manuel tinha-o nomeado vedor da Fazenda, por renúncia de Tristão da Cunha, seu pai.

## Biografia
Filho de Tristão da Cunha, que acompanhou à Índia em 1506, e de Antónia Pais.
Nomeado governador em 1527, partiu com 11 naus e 1 500 homens. Como governador foi competente e honesto.
Em 1531 mandou edificar a fortaleza de Chalé para melhor vigiar Calecute e, em 1534, obteve do sultão de Cambaia as ricas terras de Baçaim.
Em 1535 o sultão de Cambaia pede auxílio aos portugueses contra os mogóis, oferecendo-lhe em troca a ilha de Diu.
Casou com Isabel da Silveira, filha de Nuno Martins da Silveira, 13.º Senhor de Góis, 4.º Senhor de juro e herdade de Oliveira do Conde e 3.º Senhor de Terena, e de Filipa da Silva, com geração.